# Leopoldo Torres Boursault
Pour les articles homonymes, voir Torres et Boursault.
Torres  Boursault est un nom espagnol. Le premier nom de famille, en général paternel, est Torres ; le second, en général maternel, souvent omis, est Boursault.
Leopoldo Torres Boursault (prononcé en espagnol : [leoˈpol̪do ˈtores βou̯ɾˈsau̯l̪t]) est un homme politique espagnol membre du Parti socialiste ouvrier espagnol (PSOE), né le 12 janvier 1941 à Valdeavellano de Tera (province de Soria) et mort le 22 juin 2021 à Madrid.
Il est député de Guadalajara entre 1979 et 1989, et occupe pendant ces dix ans les fonctions de quatrième secrétaire, puis deuxième secrétaire, et enfin premier vice-président du Congrès des députés. Il est procureur général de l'État de 1990 à 1992.

## Famille
Leopoldo Torres Boursault naît le 12 janvier 1941 dans la ville de Valdeavellano de Tera, dans la province de Soria. Il est le fils de Rafael Torres Balbás. Son oncle est donc Leopoldo Torres Balbás, architecte, archéologue et historien de l'art spécialiste de l'art musulman dans la péninsule ibérique.

## Formation et vie professionnelle
Entre 1958 et 1963, Leopoldo Torres étudie le droit à l'université complutense de Madrid. Il complète son cursus par l'étude du droit comparé à l'université d'Helsinki et à l'université de Strasbourg. Il obtient en 1963 une licence dans cette matière auprès des deux établissements.
Il commence sa vie professionnelle en 1965, comme auxiliaire de justice et universitaire. Il est ainsi avocat, inscrit au barreau de Madrid, professeur adjoint de philosophie du droit à la complutense, et professeur à l'Institut de criminologie de la capitale et au Centre des études judiciaires. Il abandonne ses fonctions universitaires entre 1968 et 1969.

## Vie politique

### Secrétaire puis vice-président du Congrès
Leopoldo Torres adhère en 1973 au Parti socialiste ouvrier espagnol (PSOE) et à l'Union générale des travailleurs (UGT, syndicat proche du PSOE).
Élu député de la circonscription de Guadalajara lors des élections générales du 1er mars 1979, Leopoldo Torres est désigné par ses pairs quatrième secrétaire du bureau du Congrès des députés le 23 mars, totalisant 42 voix sur 310. Le 21 novembre, il est choisi pour remplacer la deuxième secrétaire, également socialiste, María Izquierdo Rojo. José Bono lui succède dans ses fonctions précédentes.
À la suite des élections générales anticipées du 28 octobre 1982, il devient le 18 novembre premier vice-président du bureau, sous la présidence du socialiste Gregorio Peces-Barba, après avoir reçu 120 suffrages sur 346. Lors du IIe congrès du Parti socialiste de Castille-La Manche-PSOE (PSCM-PSOE), il est choisi pour occuper la présidence de la commission exécutive le 14 avril 1985.

### Potentiel président pour les deux chambres
Le nom de Leopoldo Torres est cité après les élections générales anticipées du 22 juin 1986 pour prendre la succession de Peces-Barba à la présidence du Congrès, dans la mesure où l'exécutif du PSOE cherche la « continuité » parmi ses responsables parlementaires. C'est finalement le ministre de l'Administration territoriale Félix Pons qui est proposé, sur décision personnelle du secrétaire général du parti Felipe González, Torres étant retenu pour conserver son poste. Il est donc réélu premier vice-président à l'ouverture de la IIIe législature, le 15 juillet 1986. Le 30 avril 1988, il abandonne ses fonctions au sein de la direction du PSCM-PSOE.
Pour les élections générales anticipées du 29 octobre 1989, il renonce à rechercher un quatrième mandat au Congrès et se présente au Sénat dans la circonscription de Madrid. Il postule ainsi aux côtés de l'ancien maire de Madrid Juan Barranco et du sénateur sortant José Prat (es). José Federico de Carvajal, président du Sénat qui souhaite se présenter à la chambre basse des Cortes Generales, indique que Torres sera sans aucun doute le candidat du PSOE à la présidence de la chambre haute. Remportant 835 725 voix, il réalise le sixième résultat de la circonscription, qui ne pourvoit que quatre sièges au Sénat.

### Procureur général de l'État
Lors du conseil des ministres du 19 janvier 1990, Leopoldo Torres est proposé pour le poste de procureur général de l'État, actuellement occupé par Javier Moscoso. Le Conseil général du pouvoir judiciaire (CGPJ) émet quatre jours plus tard un avis favorable à sa nomination par 14 voix pour, une contre et cinq abstentions, justifiées par l'engagement politique du candidat au sein d'un parti politique. Il est assermenté devant le roi Juan Carlos Ier le 1er février.
Il remet sa démission le 3 avril 1992, sous la pression du gouvernement, après que le ministre de la Justice Tomás de la Quadra-Salcedo a renvoyé au Conseil du ministère public (Consejo Fiscal) un rapport rédigé par Torres à destination du président du gouvernement Felipe González, soulignant le manque de moyens des parquets. Il avait déjà proposé deux fois de renoncer à ses fonctions, lors de la nomination de Quadra-Salcedo un an plus tôt, puis au cours du mois de mars 1992.

## Après la politique
Dès le mois d'avril 1992, Leopoldo Torres abandonne la vie politique et reprend son activité d'avocat. Retraité, il meurt le 22 juin 2021 à Madrid, à l'âge de 80 ans. 